# Lachta-Zentrum
Das Lachta-Zentrum (russisch Лахта Центр ‚Lachta Zentr‘) ist ein Mehrzweckgebäudekomplex im Sankt Petersburger Stadtbezirk Lachta, unmittelbar am nördlichen Ufer des Finnischen Meerbusens. Neben der Hauptfunktion als Hauptquartier von Gazprom ist ein wesentlicher Flächenteil des Gebäudes und des umliegenden Geländes für öffentliche und Freizeitinfrastruktur vorgesehen. Das Hochhaus des Lachta-Zentrums ist mit 462 m seit Januar 2018 das höchste Gebäude in Europa.

## Baugeschichte
Pläne für den Bau durch Gazprom in Lachta wurden Anfang 2012 bekannt, nachdem der Bau des zuvor geplanten, näher am historischen Stadtzentrum Sankt Petersburgs gelegenen Okhta Center (anfangs Gazprom City) 2010 verworfen worden war. Im August 2012 wurde die Baugenehmigung erteilt, und im Oktober 2012 begannen die Erschließungsarbeiten.
Die Arbeiten am Fundament und den Kellergeschossen waren 2015 abgeschlossen. Bei der Betonierung des Turmfundamentes wurde mit 19.624 m³ ein neuer Weltrekord für die größte ununterbrochene Betonage erzielt, der ins Guinness-Buch der Rekorde aufgenommen wurde. Im August 2015 wurde mit der Errichtung von oberirdischen Etagen des Haupt- und Atriumgebäudes begonnen. Mit Erreichen der 37. Etage im Juli 2016 löste das Lachta-Zentrum den 145,5 m hohen 2013 fertiggestellten Leader Tower als höchstes Gebäude Sankt Petersburgs ab, am 10. Mai 2017 erreichte der Gebäudekern mit der 78. Etage eine Höhe von 327,6 Meter und übertraf damit den Fernsehturm als zuvor höchstes Bauwerk Sankt Petersburgs. Im Oktober 2017 wurde mit einer Höhe von 374 Meter Federazija Wostok in Moskau als höchstes Gebäude Europas abgelöst, und im Januar 2018 die geplante Höhe von 462 Meter erreicht.
Im Juni 2018 wurde das Gebäude vorläufig in Betrieb genommen, und im Oktober 2018 die vollständige Genehmigung zur Inbetriebnahme durch den Staatlichen Bauaufsichts- und -inspektionsdienst von Sankt Petersburg erteilt. Im Dezember 2018 wurde das Lachta-Zentrum gemäß LEED Platinum zertifiziert.
Im Jahr 2020 wurde das Lachta-Zentrum in fünf Kategorien mit dem „Award of Excellence“ des Council on Tall Buildings and Urban Habitat ausgezeichnet.
Im August 2021 beendete Gazprom den Prozess der Neuregistrierung in der Stadt Sankt Petersburg, wodurch das Lachta-Zentrum der offizielle Firmensitz von Gazprom wurde.

Bauphasen
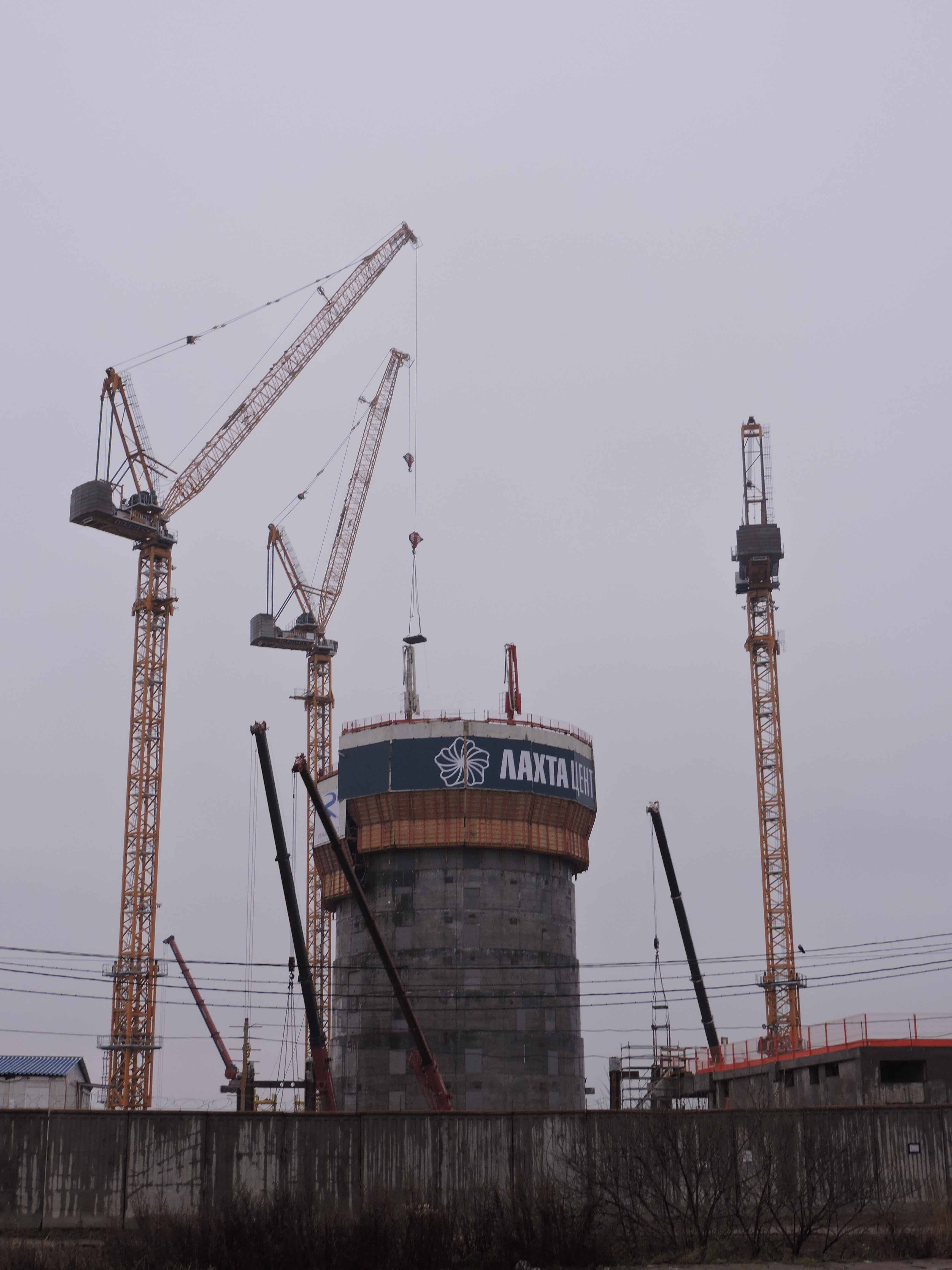
November 2015
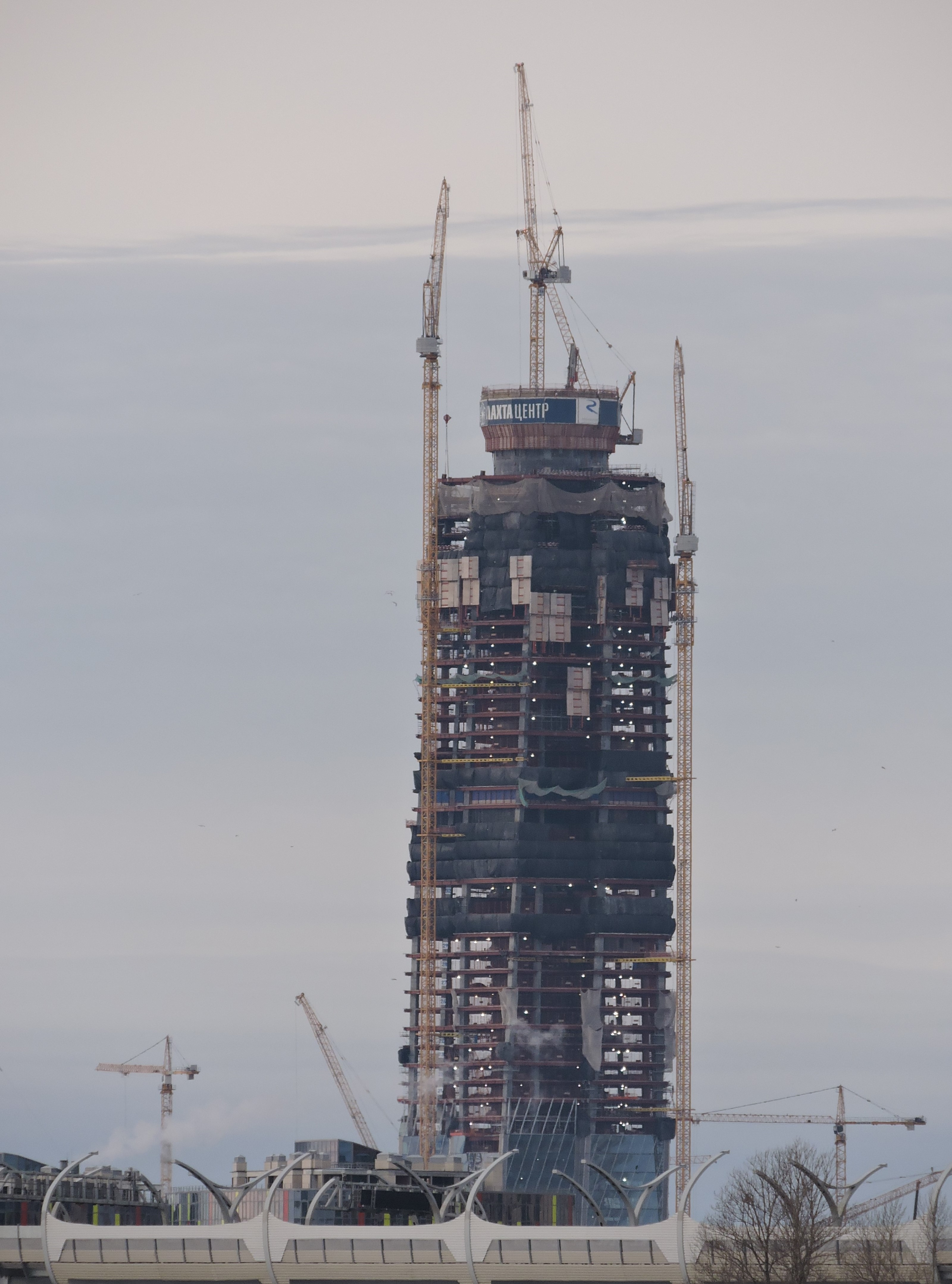
Dezember 2016
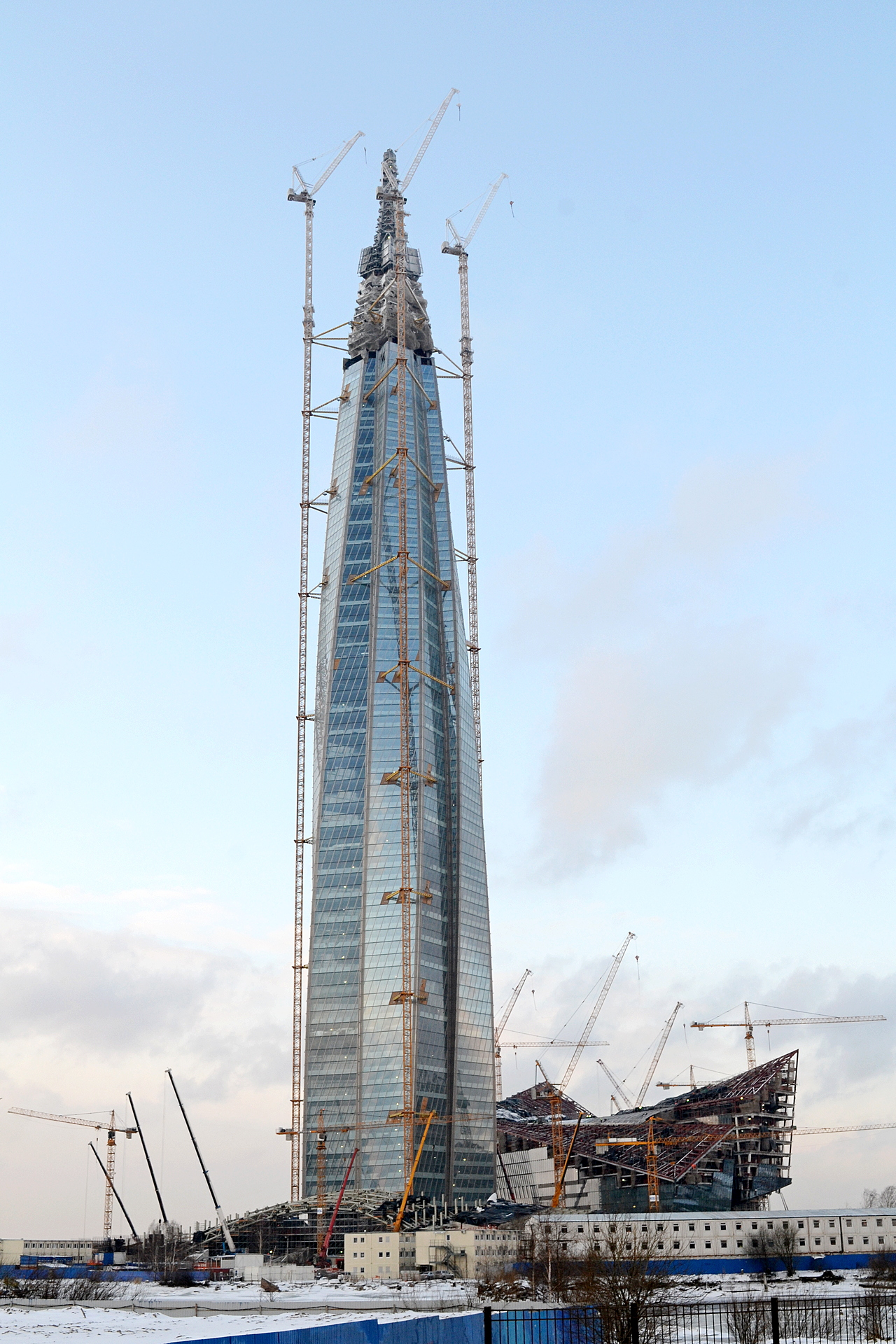
Januar 2018
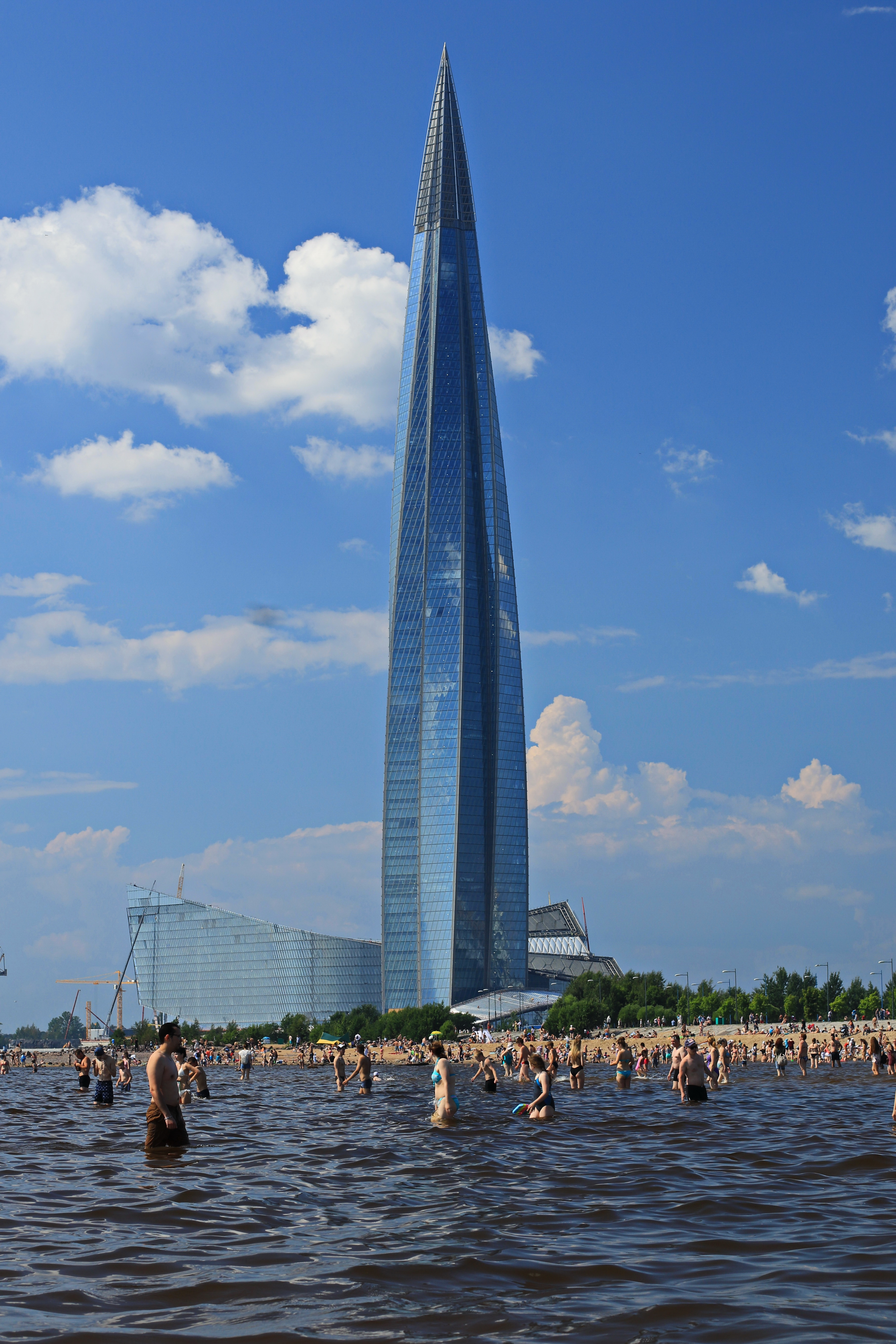
Juli 2018
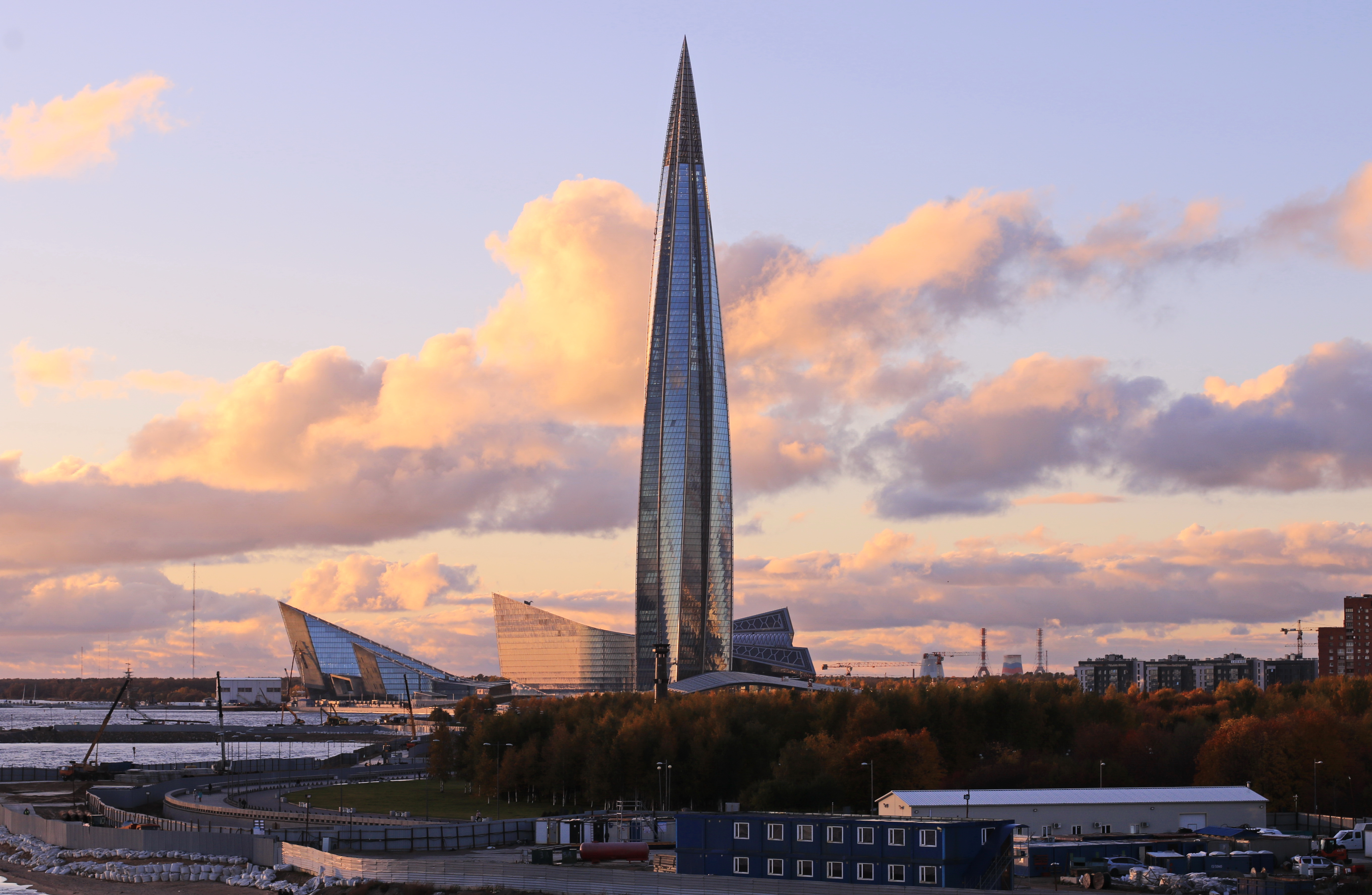
Oktober 2022
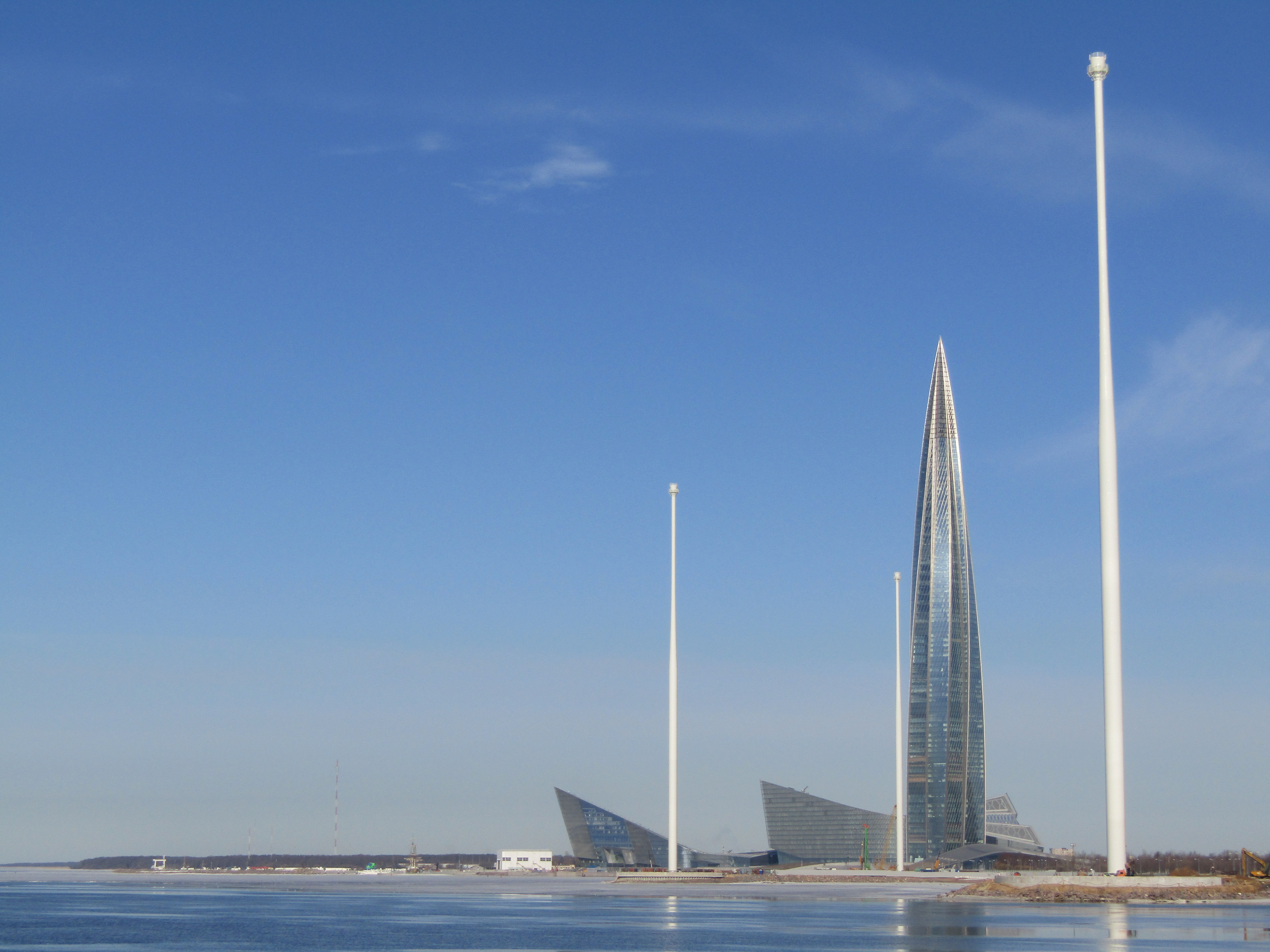
April 2023

## Funktion des Mehrzweckgeländes
Der Kern des Gebäudes dient als modernes Geschäftszentrum mit vielen öffentlichen Funktionen und zur Entlastung der Stadt. In dem Gebäude befinden sich Büroräume, ein Konferenzzentrum sowie Sportanlagen. Des Weiteren befindet sich auf einer Fläche von 14.000 m² ein Kinderzentrum für Wissenschaft und Bildung (Wissenschaftswelt). Die gesamte Fläche des Mehrzweckgeländes beherbergt ebenfalls ein Gesundheitszentrum, ein Filmzentrum und ein kugelförmiges Planetarium. Seit der Fertigstellung des Gebäudes befindet sich auf einer Höhe von 315 m ein Panoramarestaurant. In der obersten Etage (370 m) ist es eine Aussichtsterrasse mit einer 360-Grad-Sicht. Zu den weiteren Nutzungsarten gehört ein Amphitheater zum Anschauen von Wasser-Shows. Es ist am Ufer neben dem Mehrzweckgelände angeordnet und kann bis zu 2000 Personen aufnehmen.
Die 100.000 Quadratmeter große Außenfassade besteht aus Aluminium, Stahl und kalt gebogenem Glas.
Zu den vier Objekten des Komplexes (Turm, Mehrzweckgebäude, Bogen, Stylobat) wird noch ein weiteres hinzugefügt. Der Gebäudekomplex besteht aus zwei Einzelgebäuden, die durch einen Innenhof verbunden sind. Die Gesamtfläche des Komplexes beträgt 570.000 m².

## Sonstiges
Im September 2021 präsentierte die UEFA in Sankt Petersburg die Symbole der Endspiele der Champions League, die im Mai 2022 in der Gazprom-Arena stattfinden sollten, aufgrund des russischen Angriffs auf die Ukraine aber abgesagt wurden. Die Branding-Elemente sind sechs Symbole der Stadt: die Isaakskathedrale, die Palastbrücke, der bronzene Reiter, die Newa, die purpurroten Segel und der Lachta-Zentrums-Turm.